# Nematocampa
Nematocampa là một chi bướm đêm thuộc họ Geometridae.